# ZDPSR Soła
ZDPSR „Soła” – zdolna do przerzutu stacja radiolokacyjna produkcji PIT-Radwar S.A, zainstalowana na opancerzonym pojeździe Żubr-P. Trójwspółrzędna stacja wyposażona w antenę z pasywnym skanowaniem elektronicznym (PESA). Wykorzystywana w systemach obrony przeciwlotniczej krótkiego (SHORAD) i bardzo krótkiego (VSHORAD) zasięgu. Posiada zdolności C-RAM.

## Opis
Zdolna do Przerzutu Stacja Radiolokacyjna ZDPSR Soła jest przeznaczona do kontroli obszaru powietrznego, wykrywania i śledzenia tras obiektów wykrytych w danym obszarze. Dane wyjściowe z radaru zawierają pełną informację o wykrytym obiekcie, w tym trzy współrzędne położenia, prędkość, kurs oraz klasyfikację śmigłowców jako oddzielnej kategorii celów.
Oprócz typowych obiektów powietrznych radar wykrywa bezzałogowe statki powietrzne oraz pociski moździerzowe. Głównym jego zastosowaniem jest działanie w systemach obrony przeciwlotniczej wojsk lądowych dla ochrony kolumn wojsk, zgrupowań oraz obiektów o specjalnym znaczeniu. SOŁA może pracować autonomicznie, jak również w systemie obrony przeciwlotniczej. W trybach OPL (ABT-50, ABT-25) możliwa jest bezpośrednia współpraca z systemem Łowcza/ Rega.
ZDPSR Soła wskazuje także cele dla baterii jak i pojedynczych zestawów SPZR Poprad w ramach obrony przeciwlotniczej VSHORAD.

## Służba
W 2013 podpisano umowę o wartości 150,7 mln PLN na dostawę 8 stacji radiolokacyjnych dla Wojska Polskiego. Umowę zrealizowano w latach 2014 - 2015.
W kwietniu 2022 roku zakupiono dwie pierwsze baterie systemu Common Anti-Air Modular Missile, w ramach programu „Narew”. W składzie każdej baterii znajduje się jedna ZDPSR Soła. Dostawy  pierwszej baterii wraz ze stacją radiolokacyjną zaplanowano na wrzesień 2022 roku, zaś drugiego zestawu na przełom 2022 i 2023 roku.

## Dane techniczne[2]
- Wiązka nadawcza: sterowana elektronicznie w płaszczyźnie elewacji
- Wiązki odbiorcze: cyfrowo formowane wiązki sterowane elektronicznie w płaszczyźnie elewacji
- Prędkość obrotowa: 60 / 30 obr./min
- IFF: MARK XII/ MARK XIIA, mod. S

## Użytkownicy[8]
- 4 Zielonogórski Pułk Przeciwlotniczy
- 8 Koszaliński Pułk Przeciwlotniczy
- 15 Gołdapski Pułk Przeciwlotniczy
- 10 Brygada Kawalerii Pancernej
- 17 Wielkopolska Brygada Zmechanizowana
- 12 Brygada Zmechanizowana
- 21 Brygada Strzelców Podhalańskich
- Centrum Szkolenia Sił Powietrznych